# Lưu Côn (sinh năm 1956)
Lưu Côn (giản thể: 刘昆; phồn thể: 劉昆; bính âm: Liǘ Kūn; sinh tháng 12 năm 1956) là chính khách nước Cộng hòa Nhân dân Trung Hoa. Ông hiện là Ủy viên Ủy ban Kiểm tra Kỷ luật Trung ương Đảng Cộng sản Trung Quốc khóa XIX, Bí thư Ban Cán sự Đảng Bộ Tài chính, Bộ trưởng Bộ Tài chính Trung Quốc. Ông từng là Chủ nhiệm Ủy ban Công tác Ngân sách của Ủy ban Thường vụ Đại hội Đại biểu Nhân dân Toàn quốc Trung Quốc, Thứ trưởng Bộ Tài chính Trung Quốc và Phó Tỉnh trưởng Chính phủ nhân dân tỉnh Quảng Đông.
Lưu Côn là Đại biểu Đại hội đại biểu Nhân dân toàn quốc (Quốc hội Trung Quốc) khóa X (2003—2008), khóa XI (2008—2013) và khóa XII (2013—2018).

## Tiểu sử

### Thân thế
Lưu Côn là người Hán sinh tháng 12 năm 1956, người huyện Nhiêu Bình, thành phố Triều Châu, tỉnh Quảng Đông.

### Giáo dục
Tháng 2 năm 1978 đến tháng 2 năm 1982, Lưu Côn theo học chuyên ngành tài chính tiền tệ khoa kinh tế tại Đại học Hạ Môn.
Tháng 9 năm 1996 đến tháng 7 năm 1999, ông theo học chuyên ngành kinh tế học lớp nghiên cứu sinh tại chức ở Trường Đảng Tỉnh ủy Quảng Đông.

### Sự nghiệp
Tháng 6 năm 1973, thời kỳ Cách mạng Văn hoá, Lưu Côn tham gia công tác làm công nhân nhà máy tổng hợp, Cục Công nghiệp nhẹ 2 huyện Vân Tiêu, tỉnh Phúc Kiến.
Tháng 2 năm 1982, sau khi tốt nghiệp đại học, Lưu Côn về làm cán bộ phòng Tổng hợp thuộc Văn phòng Chính phủ nhân dân tỉnh Quảng Đông. Tháng 7 năm 1984, Lưu Côn gia nhập Đảng Cộng sản Trung Quốc. Tháng 8 năm 1988, ông được bổ nhiệm làm Phó phòng Tổng hợp, Văn phòng Chính phủ nhân dân tỉnh Quảng Đông. Tháng 4 năm 1994, ông được bổ nhiệm giữ chức Trưởng phòng Tổng hợp, Văn phòng Chính phủ nhân dân tỉnh Quảng Đông. Tháng 9 năm 1997, ông được bổ nhiệm làm Phó Chủ nhiệm Văn phòng Chính phủ nhân dân tỉnh Quảng Đông. Tháng 12 năm 2001, ông được bổ nhiệm giữ chức Phó Tổng Thư ký Chính phủ nhân dân tỉnh Quảng Đông.
Tháng 10 năm 2002, Lưu Côn được bổ nhiệm làm Bí thư Ban Cán sự Đảng Sở Tài chính tỉnh, Giám đốc Sở Tài chính tỉnh Quảng Đông. Ngày 23 tháng 7 năm 2010, ông được bổ nhiệm giữ chức Phó Tỉnh trưởng Chính phủ nhân dân tỉnh Quảng Đông.
Tháng 5 năm 2013, ở tuổi 58, Lưu Côn được điều lên trung ương làm Thứ trưởng Bộ Tài chính Trung Quốc.
Ngày 25 tháng 12 năm 2016, hội nghị lần thứ 25 của Ủy ban Thường vụ Đại hội đại biểu Nhân dân toàn quốc Trung Quốc khóa XII nhiệm kỳ 2013 đến năm 2018 thông qua biểu quyết bổ nhiệm Lưu Côn làm Chủ nhiệm Ủy ban Công tác Ngân sách của Ủy ban Thường vụ Đại hội đại biểu Nhân dân toàn quốc. Tháng 2 năm 2017, ông được bầu kiêm nhiệm chức vụ Phó Chủ nhiệm Ủy ban Kinh tế Tài chính của Đại hội đại biểu Nhân dân toàn quốc (Quốc hội Trung Quốc).
Ngày 24 tháng 10 năm 2017, tại phiên bế mạc của Đại hội Đảng Cộng sản Trung Quốc lần thứ XIX, ông được bầu làm Ủy viên Ủy ban Kiểm tra Kỷ luật Trung ương Đảng Cộng sản Trung Quốc khóa XIX (CCDI). Sáng ngày 19 tháng 3 năm 2018, kỳ họp thứ nhất Đại hội đại biểu Nhân dân toàn quốc (Quốc hội Trung Quốc) khóa XIII nhiệm kỳ 2018 đến năm 2023 đã tổ chức hội nghị toàn thể lần thứ 7 bầu ông làm Bộ trưởng Bộ Tài chính Trung Quốc.